# جوس داردن
جوس داردن (مواليد 26 نوفمبر 1954) هو لاعب كرة قدم. يلعب مع منتخب بلجيكا لكرة القدم. سبق له أن لعب في كأس العالم لكرة القدم مع منتخب بلاده.

## روابط خارجية
- جوس داردن على موقع الاتحاد البلجيكي (الإنجليزية)
- جوس داردن على موقع قاعدة بيانات كرة القدم.إي يو (الإنجليزية)
- جوس داردن على موقع ناشيونال فوتبول تيمز (الإنجليزية)
- جوس داردن على موقع Soccerway.com (الإنجليزية)
- جوس داردن على موقع عالم كرة القدم.نت (الإنجليزية)